# Weblate
Weblateは、バージョン管理システムと統合されたウェブベースの翻訳支援ツールである。Weblateはコンポーネント間の翻訳状況のためのユーザインタフェースと品質検査のためのユーザインタフェースの2つを持ち、ソースファイルへのリンクは自動的に行われる。
GNU GPLv3+でライセンスされている自由ソフトウェアである。

## プロジェクトの目標
Weblateは多くのファイルフォーマットへの対応とGitの高度な統合により、Gitでの作業の流れについての知識のない翻訳者でもウェブベースの翻訳で容易に貢献できるようにすることを目的としている。
翻訳はソースコードと同じリポジトリ内で管理されるので、ソースコードの変更に密接に連携した形で行われる。変更の大規模な衝突の解決する方法の提供については、Git側で処理されるべきとしてこれに対応する計画はない。

## プロジェクト名
プロジェクト名はwebとtranslateのかばん語である。

## 有名な利用者
以下のようなプロジェクトがWeblateを利用している:
- Godot Engine
- FreePBX（英語版）[5]
- OsmAnd[6]
- phpMyAdmin[7]
- Unknown Horizons（英語版）[8]
- OpenPetra[9]
- Turris Omnia（英語版）[10]
- Debian Handbook[11]
- LibreOffice[12]
- Monero[13]
- openSUSE[14]
- Open Journal Systems（英語版）[15]
- H5P（英語版）[16]
- Kodi[17]
- CryptPad[18]
- ParaView[19]